# خوسيه غاراتي
خوسيه غاراتي (بالإسبانية: José Eulogio Gárate) (مواليد 20 سبتمبر 1944 في بوينس آيرس، الأرجنتين)، هو لاعب كرة قدم أرجنتيني دولي سابق كان يلعب كمهاجم.